# Den kloge mand (film fra 1937)
 For alternative betydninger, se Den kloge mand (film fra 1956).
Den kloge Mand er en dansk spillefilm fra 1937 instrueret af Arne Weel efter manuskript af Paul Sarauw, om en menneskeklog, uautoriseret doktor. Den blev også filmatiseret i 1956 med Osvald Helmuth i hovedrollen.

## Handling
Sommereftermiddagens fred hviler over den lille jyske by. Gennem de åbentstående vinduer i kredslæge Hallers smukke bolig høres skønsang. Det er dr. Hallers yndige datter, den 20-årige Lilli. Kort efter kommer Dr. Haller hjem fra sit sygebesøg. Dr. Haller er i bund og grund en hæderlig og hjertelig mand, der kun vil sine patienter det bedste, men færre og færre søger hans praksis, og dette frustrerer lægen voldsomt.

## Medvirkende
- Carl Alstrup
- Ebbe Rode
- Ulla Poulsen
- Gerda Madsen
- Rasmus Christiansen
- Henrik Malberg
- Jakob Nielsen
- Axel Frische
- Albert Luther
- Charles Wilken